# Sándor Puhl
Sándor Puhl (Miskolc, 14 luglio 1955 – Budapest, 20 maggio 2021) è stato un arbitro di calcio ungherese.

## Carriera
Iniziò ad arbitrare nel 1984 e fece il suo esordio nella massima divisione ungherese il 26 novembre 1989, nella partita MTK Budapest-Ferencváros 3-0. Diventò arbitro internazionale della FIFA dal 1988 fino al 2000. In carriera ha diretto 174 gare nella Nemzeti Bajnokság I, e ha collezionato 35 partite nelle competizioni europee per club tra Coppa Uefa, Coppa delle Coppe, Intertoto, e Champions League. Tra le principali partite arbitrate vi sono la finale di andata della Coppa UEFA 1992-1993 tra Borussia Dortmund e Juventus, la finale della Coppa Artemio Franchi 1993 Argentina-Danimarca, la finale del Campionato mondiale di calcio 1994 Brasile-Italia a Pasadena, la semifinale del campionato europeo di calcio 1996 a Wembley Germania-Inghilterra e la finale della UEFA Champions League 1996-1997 Borussia Dortmund-Juventus a Monaco di Baviera, vinta dai tedeschi per 3-1: in tale incontro fu contestato dai bianconeri che si videro negare due possibili calci di rigore e un gol regolare annullato a Christian Vieri . Sándor Puhl arbitrò anche il quarto di finale del Mondiale americano Italia-Spagna, non vedendo una gomitata del difensore azzurro Mauro Tassotti all'allora centrocampista del Real Madrid Luis Enrique (sarebbe stato rigore per la Spagna ed espulsione del difensore azzurro), episodio che scatenò la rabbia della stampa spagnola e delle furie rosse, che addossarono tutte le responsabilità all'arbitro ungherese. Precedentemente, era stato designato anche per i mondiali under 20 in Portogallo del 1991 e per gli europei di calcio in Svezia nel 1992, dove diresse una sola partita. Per quattro anni consecutivi, dal 1994 al 1997, è stato premiato dalla IFFHS come il miglior arbitro dell'anno. Nel 1997, dopo la partita di Coppa dei Campioni 1997-1998 Feyenoord-Manchester United, venne sospeso dalla UEFA per un anno, per non aver sanzionato né menzionato nel proprio rapporto di gara un gesto violento commesso dal giocatore olandese Paul Bosvelt ai danni dell'irlandese Denis Irwin: questa punizione gli impedì di essere selezionato per il campionato mondiale di calcio 1998. Vanta anche la direzione in due semifinali di Champions League (1995 e 1996) e in una semifinale di Coppa UEFA (1997). Diresse la sua ultima partita a livello internazionale a Torino nel 2000, in occasione dell'amichevole tra Italia e Inghilterra. Terminata la carriera arbitrale, nel 2010 viene nominato vicepresidente del collegio arbitrale della MLSZ, e successivamente divenne anche osservatore arbitrale per l'UEFA. Puhl morì il 20 maggio 2021, vittima di complicazioni da COVID-19.